# Ли Юан Цъ
В това китайско име фамилията Ли стои пред личното име.
 Ли Юан Цъ (на китайски: 李遠哲, пинин: Lǐ Yuǎnzhé) е тайвански химик и професор емерит в Калифорнийския университет, Бъркли. Той става първият тайвански лауреат на Нобелова награда, когато през 1986 г. печели Нобелова награда за химия заедно с Джон Полани и Дъдли Хършбак за приноса им към динамиката на химическите елементарни процеси. Работата на Ли включва употребата на напреднали техники на химична кинетика за изследване и манипулиране на поведението на химичните реакции. От 15 януари 1994 г. до 19 октомври 2006 г. Ли служи като президент на Академия Синика.

## Ранен живот и образование
Ли е роден на 19 ноември 1936 г. в Синчу в северната част на Тайван, който по това време е окупиран от Японската империя. Баща му е художник, а майка му е начална учителка. Докато е в началното училище, Ли участва в отборите по бейзбол и пинг-понг, а в средното училище играе тенис и свири на тромбон.
Поради постиженията си в средното училище, той е освободен от кандидатстудентски изпит и е приет директно в Националния университет на Тайван. През 1959 г. завършва бакалавърската си степен по наука. Магистърската си степен изкарва в Националния университет Цин Хуа през 1961 г. След това постъпва в Калифорнийския университет, Бъркли, където завършва докторантурата си през 1965 г.

## Научна дейност
През февруари 1967 г. Ли започва да си сътрудничи с Дъдли Хършбак в Харвардския университет, работейки по реакциите между водородни атоми и диатомни алкални молекули и по построяването на универсален апарат за пресечени молекулярни лъчи. През 1968 г. започва работа като преподавател в Чикагския университет. През 1974 г. се завръща в Бъркли, където е назначен за професор по химия и за изследовател в Националната лаборатория Лоурънс Бъркли. Същата година става американски гражданин.
За да се разбере времевата зависимост на химичните реакции, химичните кинетици се фокусират върху разбирането на елементарните химични реакции, въвлечени в макроскопичните химични процеси и установяването на съответните им скорости. С разработването на множество усъвършенствани експериментални техники през 1960-те и 1970-те години, става възможно изучаването на динамиката на елементарните химични реакции в лаборатория. Изследванията на Ли са концентрирани върху възможността за управление на енергиите на реагентите и за разбиране на зависимостта на химичната реакция от молекулярната ориентация. За целта, Ли използва съвсем новата лабораторна техника на кръстосаните молекулярни лъчи, при която информацията от измерванията на ъгловото и скоростното разпределение му позволява да разбере динамиката на елементарните химични реакции.
Отделно, Ли работи по създаването на нови изследователски институти в Тайван и набирането и отглеждането на отлични учени в Академия Синика. През 2010 г. заявява, че глобалното затопляне ще бъде много по-сериозно, отколкото учените са смятали до този момент. Той призовава тайванския народ да намали въглеродните си емисии и да живее по-икономично, споделяйки загрижеността си, че тайванците иначе няма да оцелеят в далечното бъдеще.
През 2003 г. Ли е един от 22-мата нобелови лауреати, които се подписват под Хуманисткия манифест.